# 宮粉紅
宮粉紅（1911年11月9日—2010年2月24日），原名姚是君，是香港著名粵劇紅伶。宮粉紅丈夫是著名粵劇男花旦陳非儂、「影迷公主」陳寶珠的養母；而宮粉紅和陳寶珠被稱為「模範母女」。

## 生平
宮粉紅本名姚是君，在1911年11月9日出生於香港，出身自戲劇世家。入行後，白駒榮（白雪仙父親）在她十多歲時為她取藝名為「宮粉紅」。宮粉紅在行期間曾擔任陳非儂的副車，約於1937年至1941年間嫁陳非儂。她在1940年代是粵劇界名伶，名遍粵港澳。
宮粉紅於1950年代息影；她在1953年和丈夫陳非儂開設「香江粵劇學院」為粵劇界培育新血，如吳君麗、李龍、李鳳。及後宮粉紅和陳非儂及陳寶珠等組成「非儂劇團」，及後更一家三口同台演出《三娘教子》。宮粉紅在1958年安排陳寶珠加入電懋公司投入電影工作，並擔任陳寶珠的經理人。宮粉紅不但在幕前演出，而且從事幕後工作；如1968年及1969年均為電影《玉女心》、《娘惹之戀》及《郎如春日風》親自監製及演出。
宮粉紅的晚年開始雙腳乏力而需要輪椅代步外，記憶力也開始衰退；而陳寶珠一直堅持每日為她貼身照顧及親力親為。2010年2月24日，宮粉紅到香港體育館觀看折子戲；但在開場前突然暈倒而被送往伊利沙伯醫院搶救。宮粉紅在當晚8時21分證實死亡，享年98歲。宮粉紅3月13日設靈，翌日舉殯。

## 家庭
著名粵劇男花旦陳非儂是宮粉紅的丈夫；宮粉紅和陳非儂在婚後分別收養了五名孩子；宮粉紅在1950年收養陳寶珠，並排行第三；而陳寶珠堂妹陳寶儀後來也被收養，排行最細。有「影迷公主」之稱的陳寶珠在年幼時因家境問題而被陳非儂及宮粉紅收養，宮粉紅除了一手照顧陳寶珠外，還教授粵劇；陳寶珠除了在宮粉紅晚年親力照顧外，並認為「生娘不及養娘大」，二人因而被視為「模範母女」。

## 外部連結
- YouTube上的陳非儂和宮粉紅聽陳寶珠唱帝女花